# Carex occidentalis
Carex occidentalis är en halvgräsart som beskrevs av Liberty Hyde Bailey. Carex occidentalis ingår i släktet starrar, och familjen halvgräs. Inga underarter finns listade i Catalogue of Life.